# Жидилово
 Тази статия е за селото в Северна Македония.  За махалите му в България вижте Жедилово.  
Жидилово или Жедилово или Джедилово (на македонска литературна норма: Жидилово) е село в Северна Македония, в община Крива паланка.

## География
Селото е разположено в областта Славище в северното подножие на планината Осогово при вливането на Кърклянската река в Крива река на 7 километра източно от общинския център Крива паланка на пътя Кюстендил-Крива паланка (паневропейски транспортен коридор 8).

## История
Жедилово е старо средновековно селище. В края на XIX век Жидилово е българско село в Кривопаланска каза на Османската империя. През 1879 година границата между новообразуваното Княжество България и Османската империя разделя селото на две. На територията на България остават само най-източните махали на селото: Вуячка, Средна и Крайна, които формират село Жедилово. Останалата част от селото остава на територията на Империята.
Според статистиката на Васил Кънчов („Македония. Етнография и статистика“) от 1900 година Жедилово е населявано от 826 жители българи християни.
Цялото християнско население на селото е под върховенството на Българската екзархия. По данни на секретаря на екзархията Димитър Мишев („La Macédoine et sa Population Chrétienne“) в 1905 година в Жедилово има 888 българи екзархисти.
При избухването на Балканската война в 1912 година 12 души от селото са доброволци в Македоно-одринското опълчение.
В 1913 година селото попада в Сърбия (по-късно Югославия). Между двете световни войни Жидилово е център на община, обхващаща съседните села Къркля, Узем, Търново и Костур.
По време на българското управление във Вардарска Македония в годините на Втората световна война, Константин А. Иванов от П. Скакавица е български кмет на Жидилово от 13 август 1941 година до 30 октомври 1942 година. След това кмет е Димитър С. Вълков от Крива Паланка (4 март 1943 - 9 септември 1944).
Според преброяването от 2002 година селото има 302 жители.
| Националност     | Всичко |
| северномакедонци | 299    |
| албанци          | 0      |
| турци            | 0      |
| роми             | 0      |
| власи            | 0      |
| сърби            | 0      |
| бошняци          | 0      |
| други            | 3      |

В селото функционира основно училище „Йоаким Кърчовски“ (до 1995 – „Йосип Броз Тито“), което обслужва и околните села. Съборът на селото е на 24 май, празника на светите Кирил и Методий.

## Личности
Родени в Жидилово
- Александър Цветанов Стоянов, македоно-одрински опълченец, 2-а рота на 2-а скопска дружина[7]
- Атанас Стефанов, македоно-одрински опълченец, 3-а рота на 9-а Велешка дружина[7]
- Атанас Стойков Ангелов, македоно-одрински опълченец, 2 рота на 2 скопска дружина[7]
- Димитър Митов Стоянов, македоно-одрински опълченец, 2-а рота на 2-а скопска дружина[7]
- Иван Христов Симов (1875 – ?), български революционер от ВМОРО, четник на Михаил Даев, жител на София, македоно-одрински опълченец във 2 рота на 2 скопска дружина, награден с орден „За храброст“, IV степен[8]
- Милко Павлев, български революционер от ВМОРО, четник на Петко Стефанов в 1915 година[9]
- Михаил (Миялко) Стоянов Георгиев, български революционер
- Младен Георгиев, македоно-одрински опълченец[7]
- Младен Иванов Георгиев, македоно-одрински опълченец, 2-а рота на 2-а скопска дружина[7]
- Павле Милеков, македоно-одрински опълченец, 2-а рота на 7-а кумановска дружина[7]
- Славе Яначков, български революционер, деец на ВМОРО, четник на Петко Стефанов в 1915 година[10]
- Спас Петров Кръстев, македоно-одрински опълченец, 3-а рота на 2-а скопска дружина[7]
- Станойко Алексов, македоно-одрински опълченец, земеделец, 2 рота на Кюстендлската дружина[11]
- Стоян Деянов, македоно-одрински опълченец, 2 рота на кюстендилска дружина[7]
- Янко (Яне) Славев, български революционер, четник на Серафим Спасов в 1914 година[12] и на Петко Стефанов в 1915 година[13]